# 県次任
県 次任（あがた つぎとう、生没年不詳）は、平安時代後期の武士。通称は小次郎。

## 経歴・人物
後三年の役で源義家に従う。清原家衡を金沢柵に包囲し、家衡が逃れようとするところを討ち取り、義家から賞された。